# Oblast' di Novgorod
L'oblast' di Novgorod (in russo Новгоро́дская о́бласть?, Novgoródskaja óblast') è un'oblast' della Russia nord-occidentale, dal territorio pianeggiante, ai bordi del Bassopiano Sarmatico, caratterizzato dalla presenza del lago Ilmen, dalla zona sorgiva del Volga e da numerosi altri corsi d'acqua e una zona paludosa a nord-ovest.
L'economia, in crescita, conta industrie alimentari, chimiche, meccaniche, conciarie e del legno.
Il capoluogo è Velikij Novgorod, sul fiume Volchov; fu costruita prima del IX secolo, rivaleggiò per anni con Mosca ma poi la conquista ad opera dello zar Ivan il Terribile nel XV secolo e i successivi saccheggi aprirono un lungo declino. Anche nel corso della seconda guerra mondiale fu segnata da pesanti bombardamenti.

## Geografia antropica

### Suddivisioni amministrative

#### Rajon
La oblast' di Novgorod comprende 21 rajon (fra parentesi il capoluogo; sono indicati con un asterisco i capoluoghi non direttamente dipendenti dal rajon ma posti sotto la giurisdizione della oblast'):
- Bateckij (Bateckij)
- Borovičskij (Boroviči*)
- Cholmskij (Cholm)
- Chvojninskij (Chvojnaja)
- Čudovskij (Čudovo)
- Demjanskij (Demjansk)
- Kresteckij (Krestcy)
- Ljubytinskij (Ljubytino)
- Malovišerskij (Malaja Višera)
- Marëvskij (Marëvo)
- Mošenskoj (Mošenskoe)

- Novgorodskij (Velikij Novgorod*)
- Okulovskij (Okulovka)
- Parfinskij (Parfino)
- Pestovskij (Pestovo)
- Poddorskij (Poddor'e)
- Šimskij (Šimsk)
- Soleckij (Sol'cy)
- Starorusskij (Staraja Russa*)
- Valdajskij (Valdaj)
- Volotovskij (Volot)

#### Città
I centri abitati della oblast' che hanno lo status di città (gorod) sono 10 (in grassetto le città sotto la diretta giurisdizione della oblast', che costituiscono una divisione amministrativa di secondo livello):
- Boroviči
- Cholm
- Čudovo
- Malaja Višera
- Okulovka

- Pestovo
- Sol'cy
- Staraja Russa
- Valdaj
- Velikij Novgorod

#### Insediamenti di tipo urbano
I centri urbani con status di insediamento di tipo urbano sono invece 12:
- Chvojnaja
- Demjansk
- Krestcy
- Kulotino
- Ljubytino
- Nebolči

- Pankovka
- Parfino
- Proletarij
- Šimsk
- Terebutinec
- Uglovka